# Biserica Sfântul Nicolae din Mohu
Biserica „Sfântul Nicolae” din Mohu, județul Sibiu, a fost construită în anul 1782. Lăcașul de cult figurează pe lista monumentelor istorice 2010, cod LMI SB-II-m-A-12469.

## Istoric și trăsături
Construirea actualei biserici a început în anul 1782, pe locul pe care a fost așezată vechea biserică. Finalizată în 1785, ea a fost sfințită de episcopul ortodox, de origine sârbă, Ghedeon Nichitici. Într-o perioadă de câțiva ani, el a sfințit mai multe biserici ortodoxe din Transilvania. 
Înainte de 1800, în parohia Mohu era reședința scaunului protopopesc al Sibiului. Este pomenit protopopul Ionașcu, destituit de mitropolitul Ioasaf în anul 1682, pentru că era prea mare prieten al Calvinilor. Acest protopop Ionaș, este trecut cu numele printre semnatarii Unirii cu Roma.
Interiorul bisericii este pictat în întregime în frescă.  Aceasta a fost realizată, cu excepția altarului, de către cunoscuții pictori Nicolae și Alexandru Grecu din Săsăuș. În 1927, pictura este spălată de pictorii frații Profeta.
Exteriorul este realizat în stil clasicist, fațadele longitudinale fiind tratate îngrijit, cu arcade oarbe. 
Pictura a fost restaurată între anii 2000-2002 de pictorul profesor Tudor Popescu, respectându-se pictura inițială. În pronaos, deasupra ușii, este pisania. Scrisă cu litere chirilice, este o adevărată cronică privind edificarea monumentului: „La anul 1782, în zilele preaînălțatului Iosif al II-lea,  s-au zidit această sfântă biserică din temelie, cu toată cheltuiala și ajutorul satului, fiind ocârmuitor și ajutor, jupânul Hagiu Constantin Pop și jupâneasa dumnealui Păuna, și cu zugrăvitul s-au gătit la anul 1804, în zilele prea înălțatului împărat Franciscus al II-lea (...) și s-au zugrăvit biserica cea mare, tinda, amvonul, și s-au înnoit și la altar puținel, fiind lucrat de altul mai înainte, adică noi, cei mai mici între zugravi, Nicolae Grecu și Alexandru Grecu.
Familia de pictori zugravi Grecu din Săsăuș, ce acoperă trei generații, a lăsat în urmă un « lanț » de biserici, toate clasate ca monumente istorice și apreciate tocmai pentru pictura acestor renumiți pictori. Pe valea Hârtibaciului sunt bisericile din Mohu, Fofeldea, Țichindeal,  Retiș și biserica „Adormirea Maicii Domnului” din Săsăuș.
Obiecte vechi de cult de valoare istorică și artistică: Icoana  Sfântul Nicolae, pictură pe lemn, sec.XVIII;  potir de argint aurit;  cărți de cult: Liturghierul lui Antim Ivireanul, Târgoviște, 1713; Liturghierul lui Iacob Stamati, Iași, 1759; Penticostar, București, 1743; Biblia, Blaj, 1795.
În prezent, slujește în biserică părintele Ovidiu Petru, din anul 2003.

## Imagini din exterior

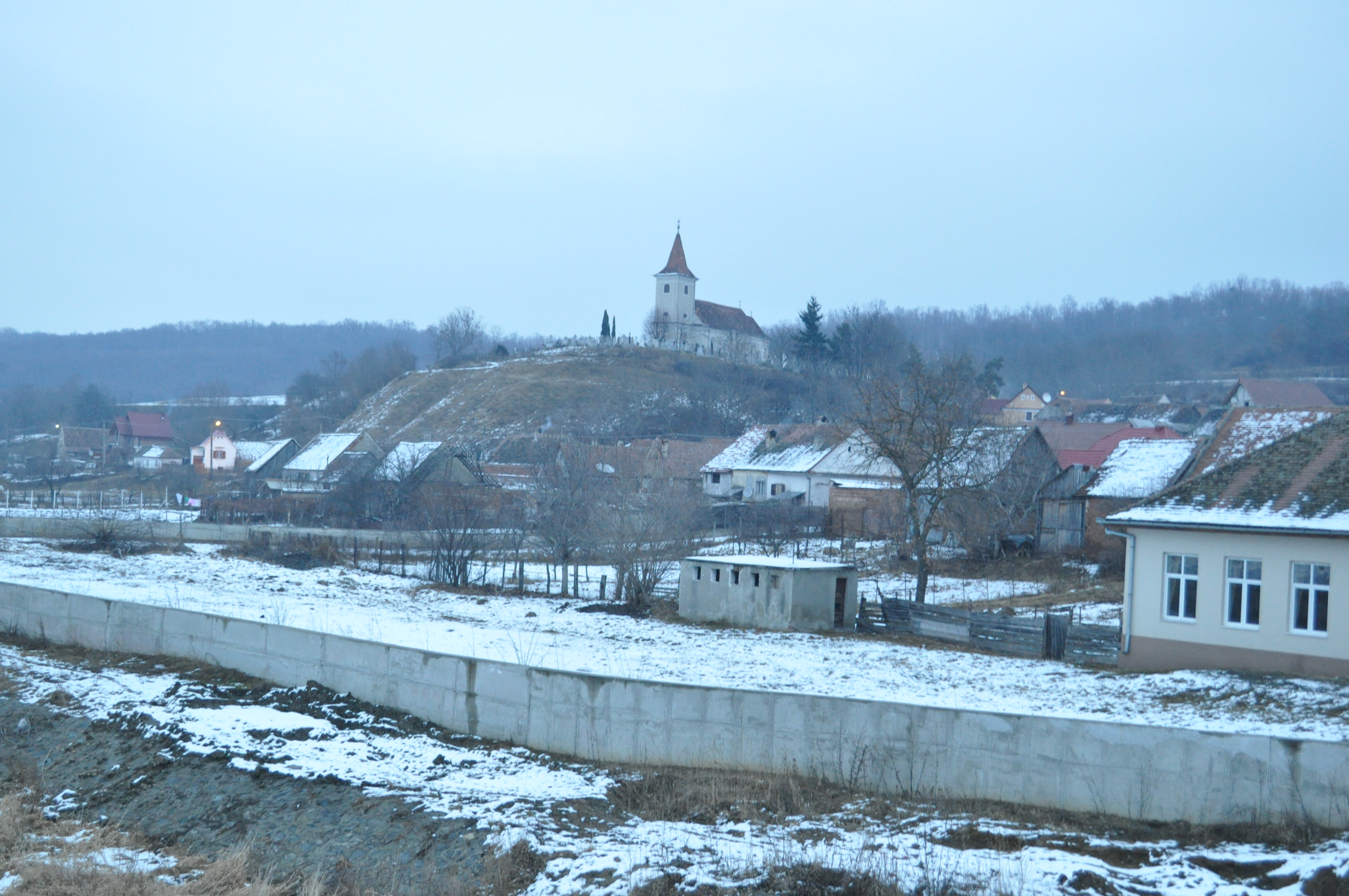
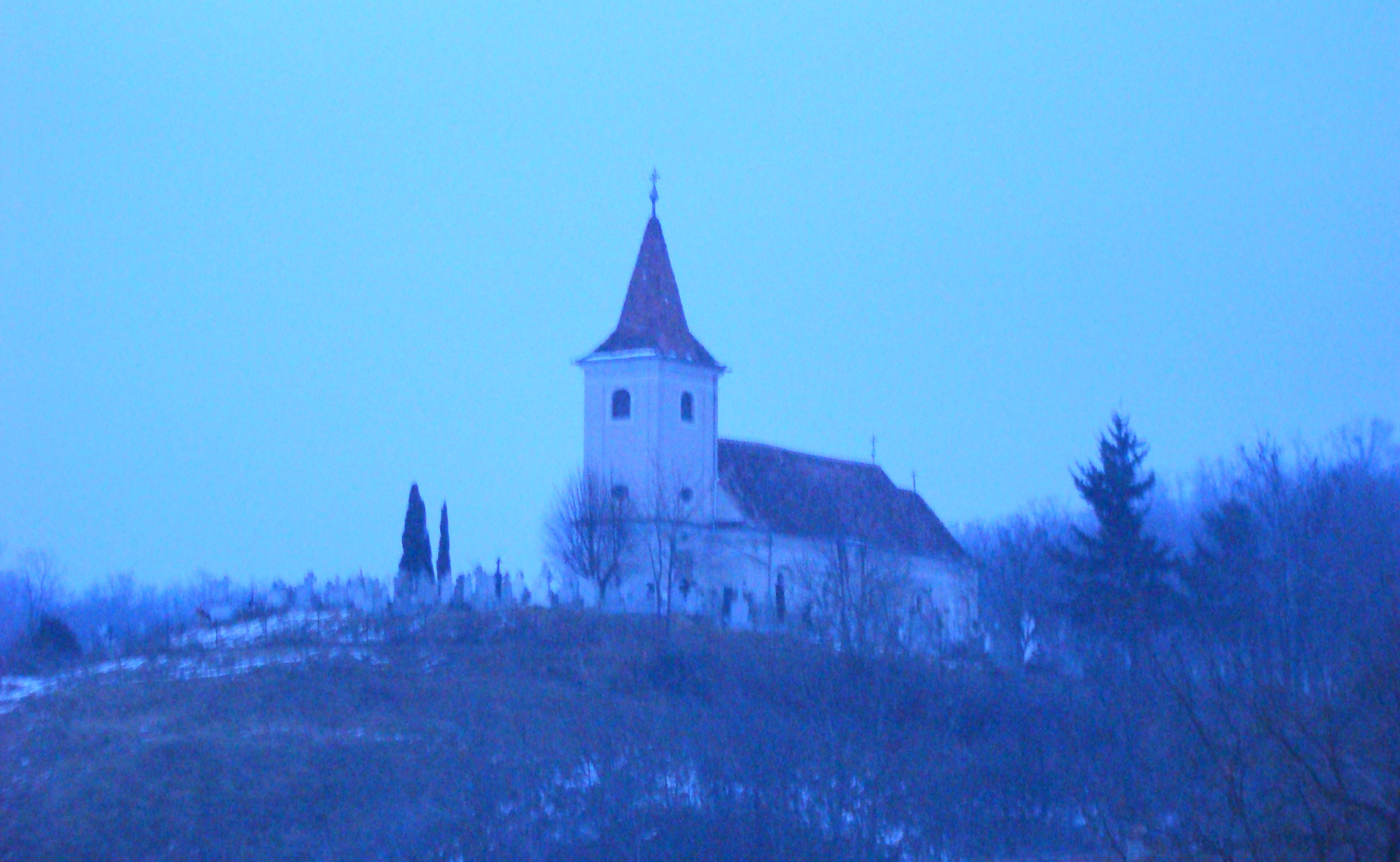
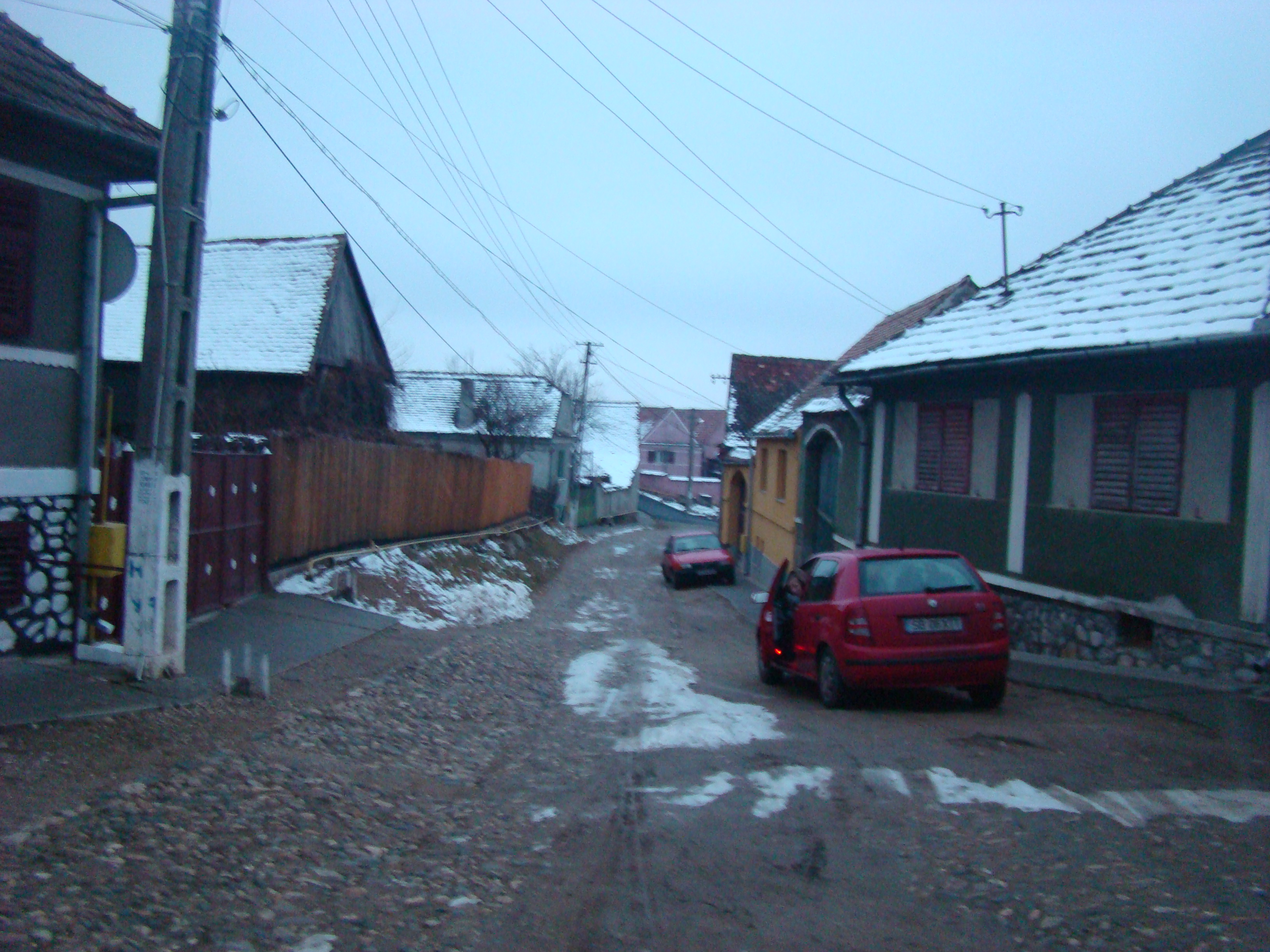
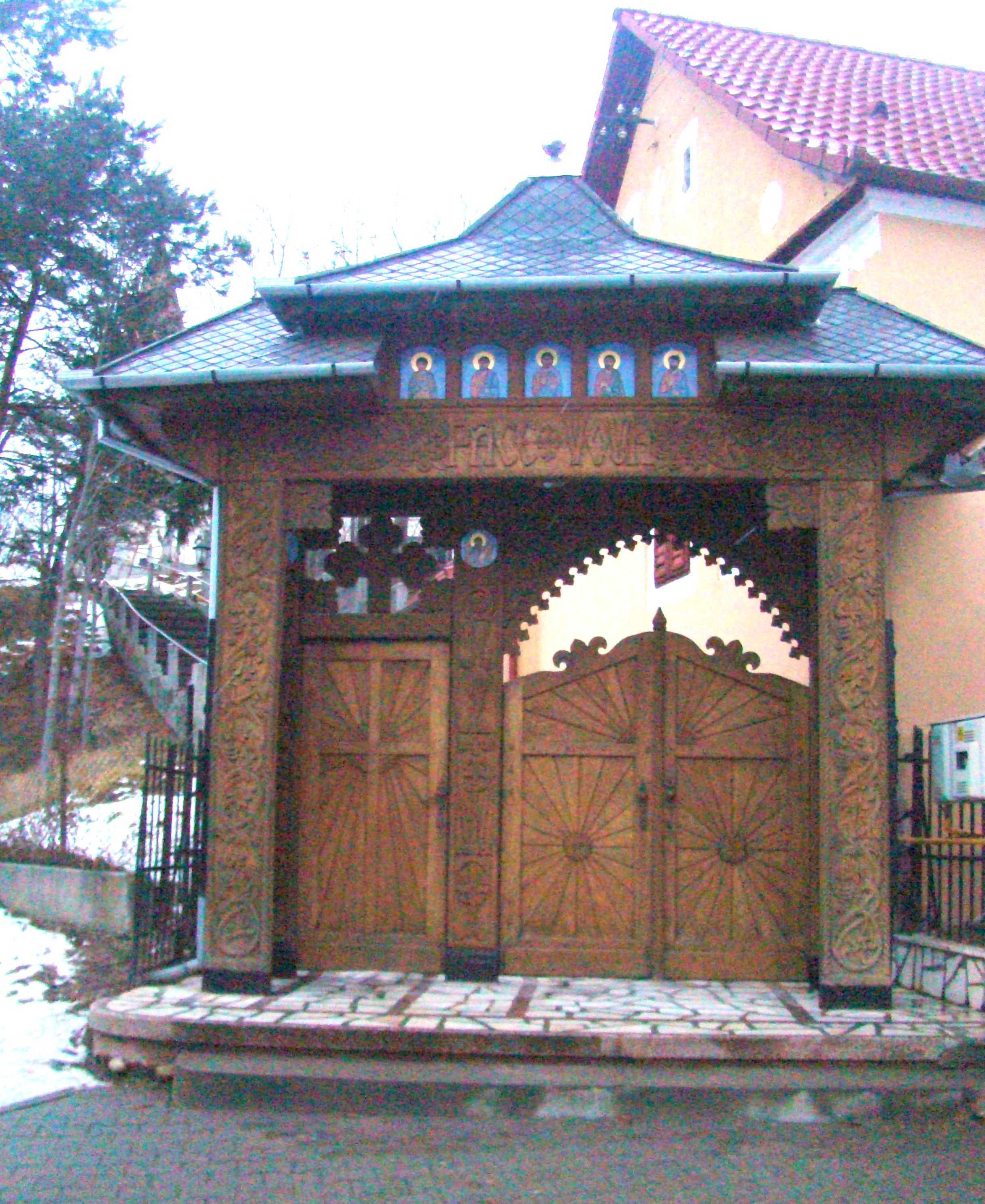
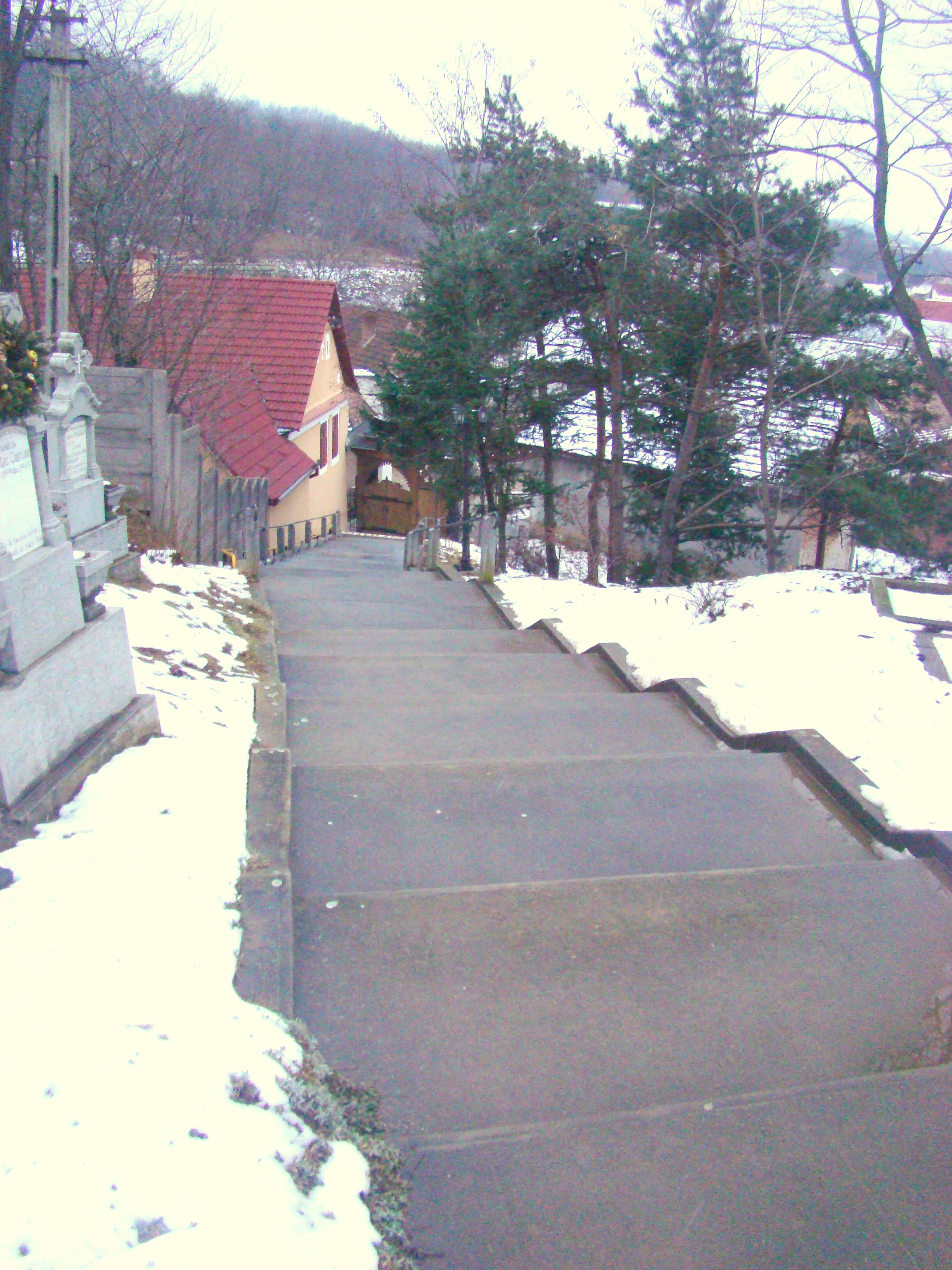
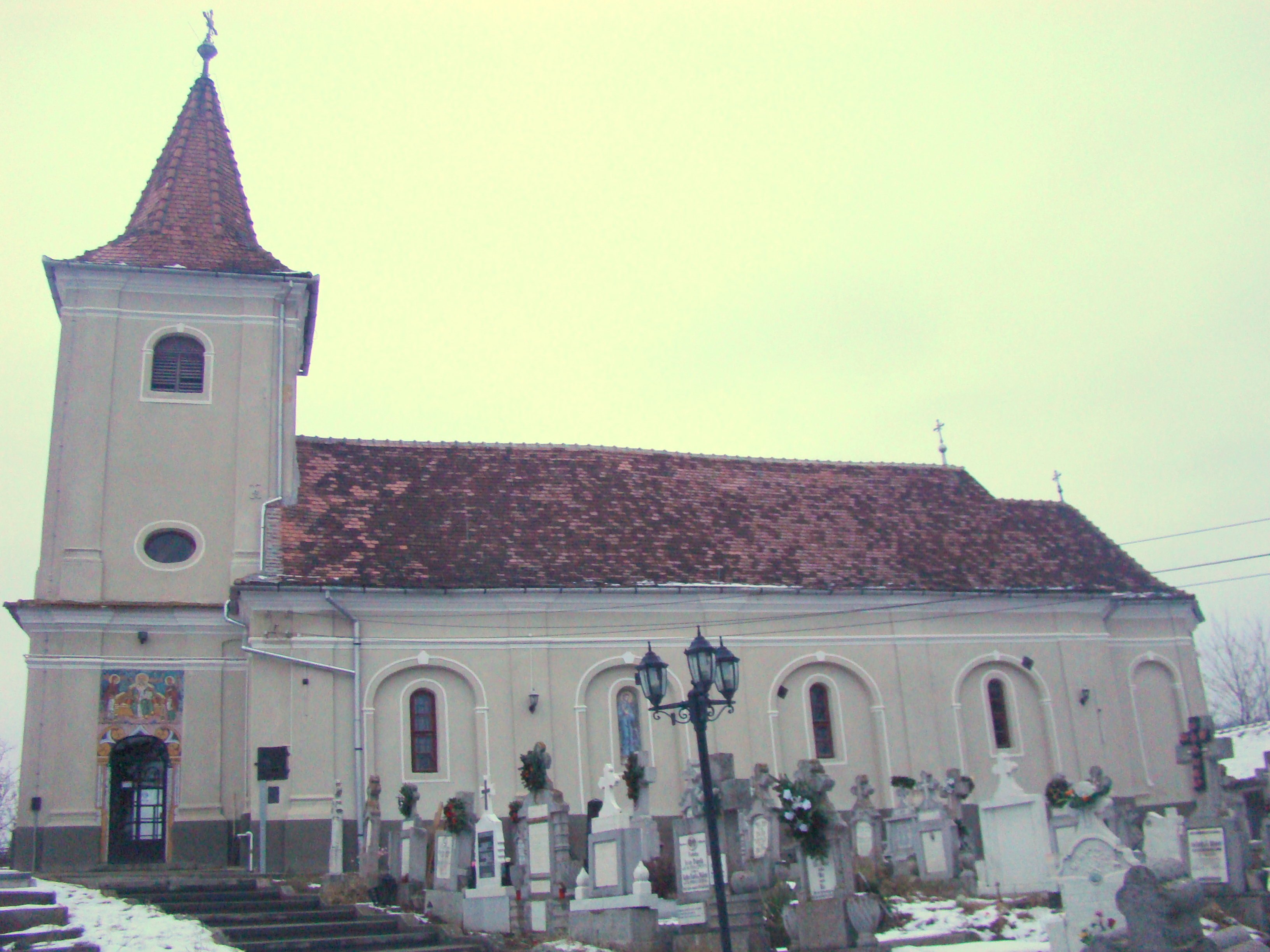
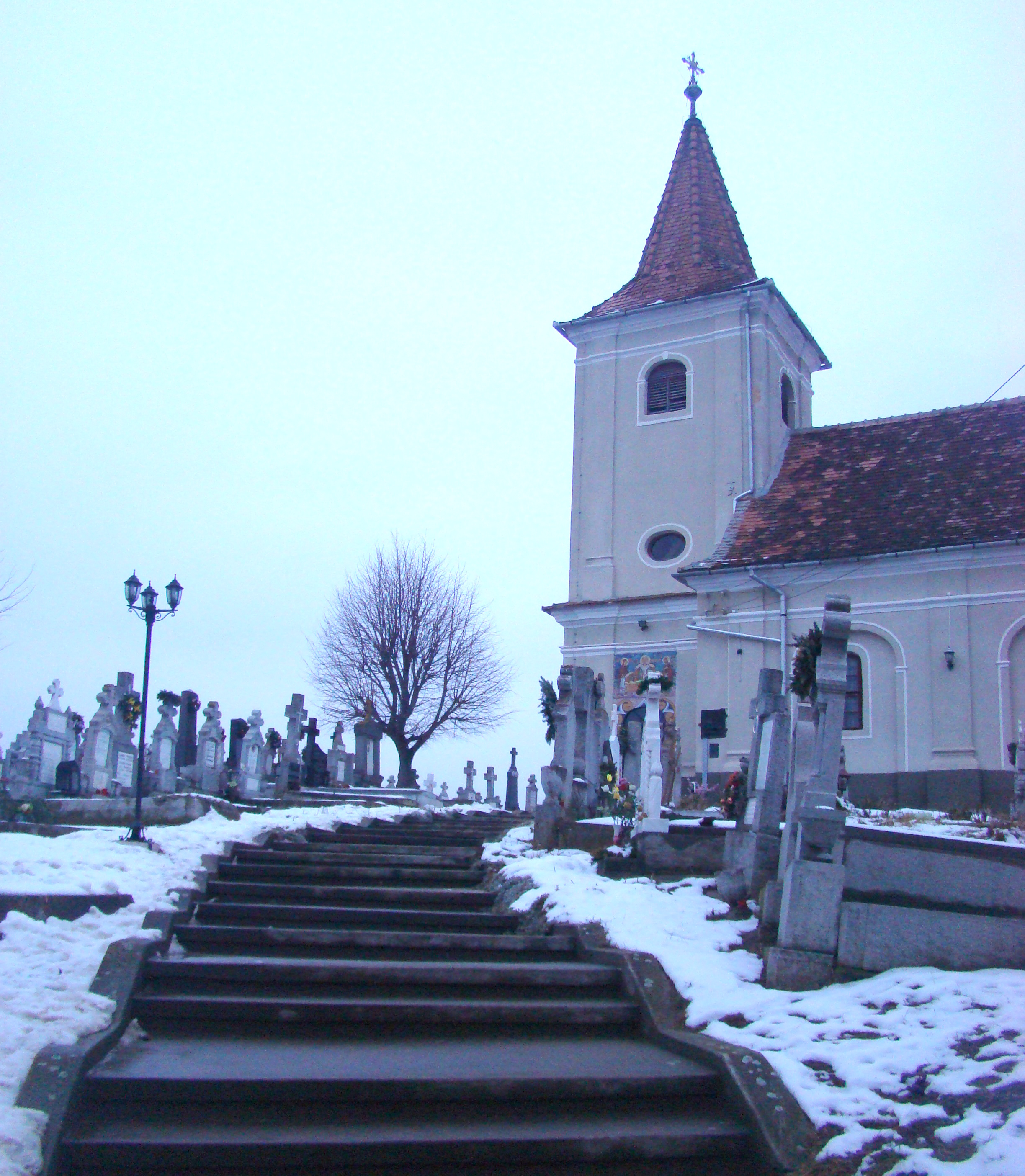
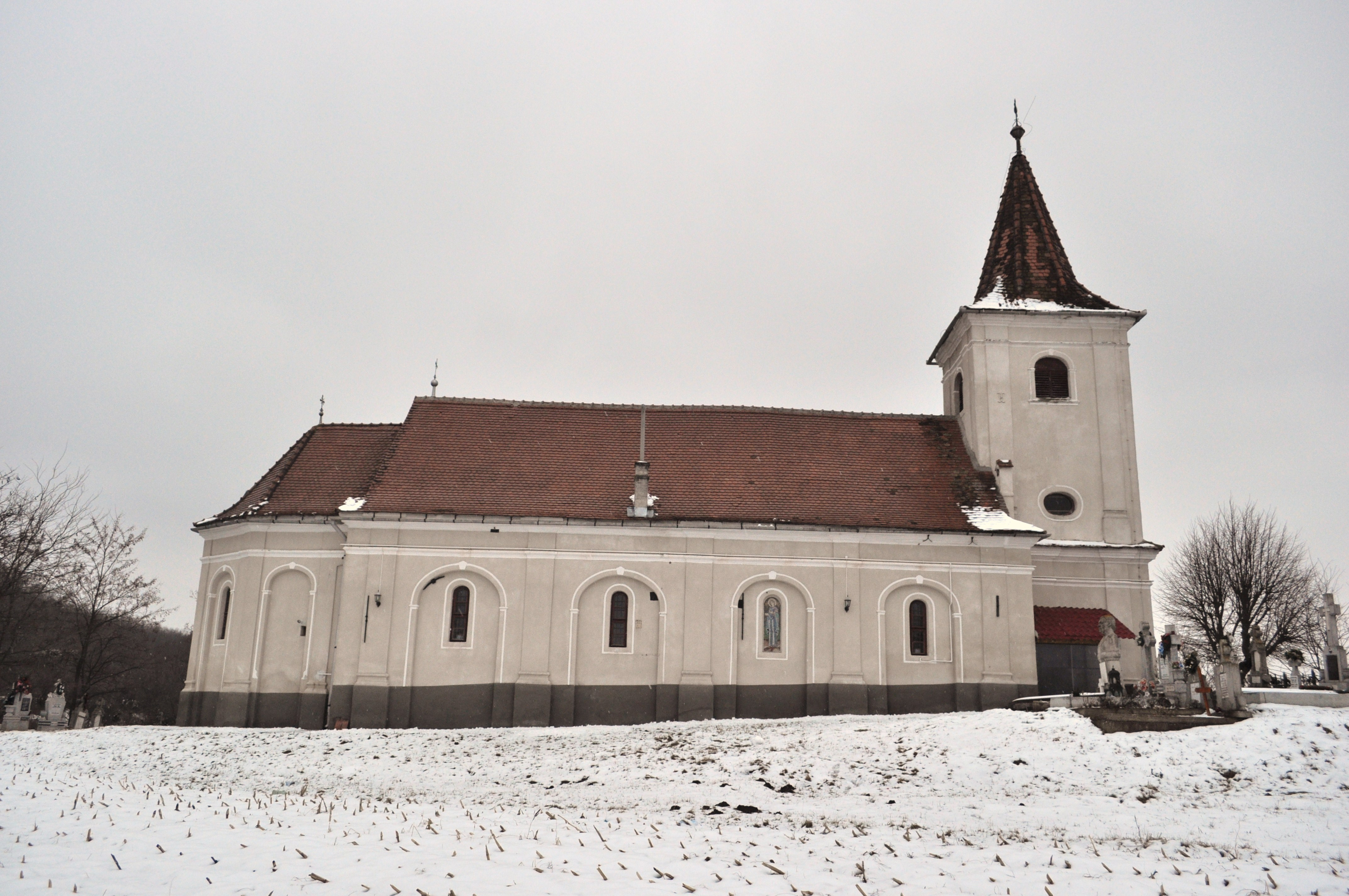
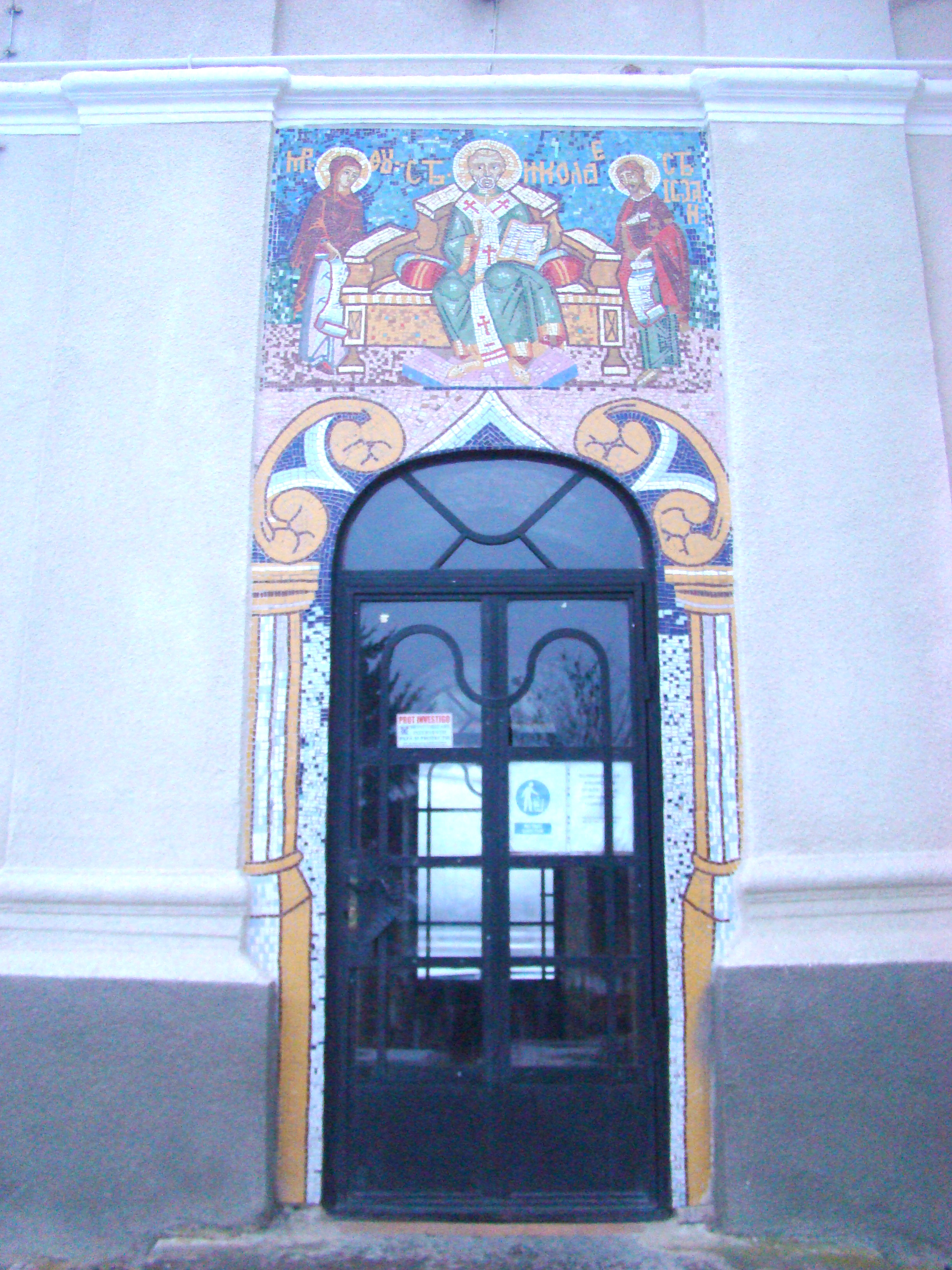
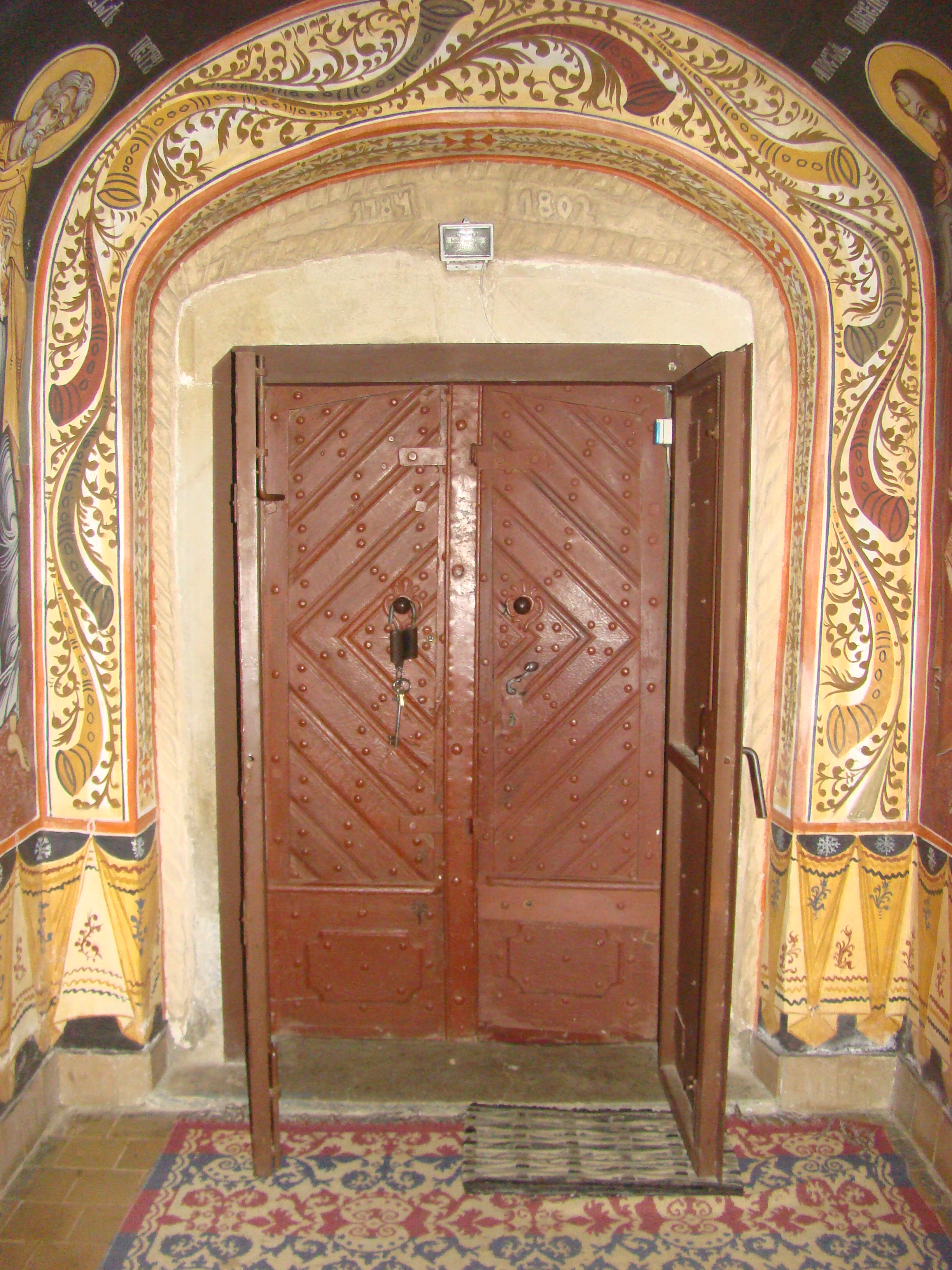
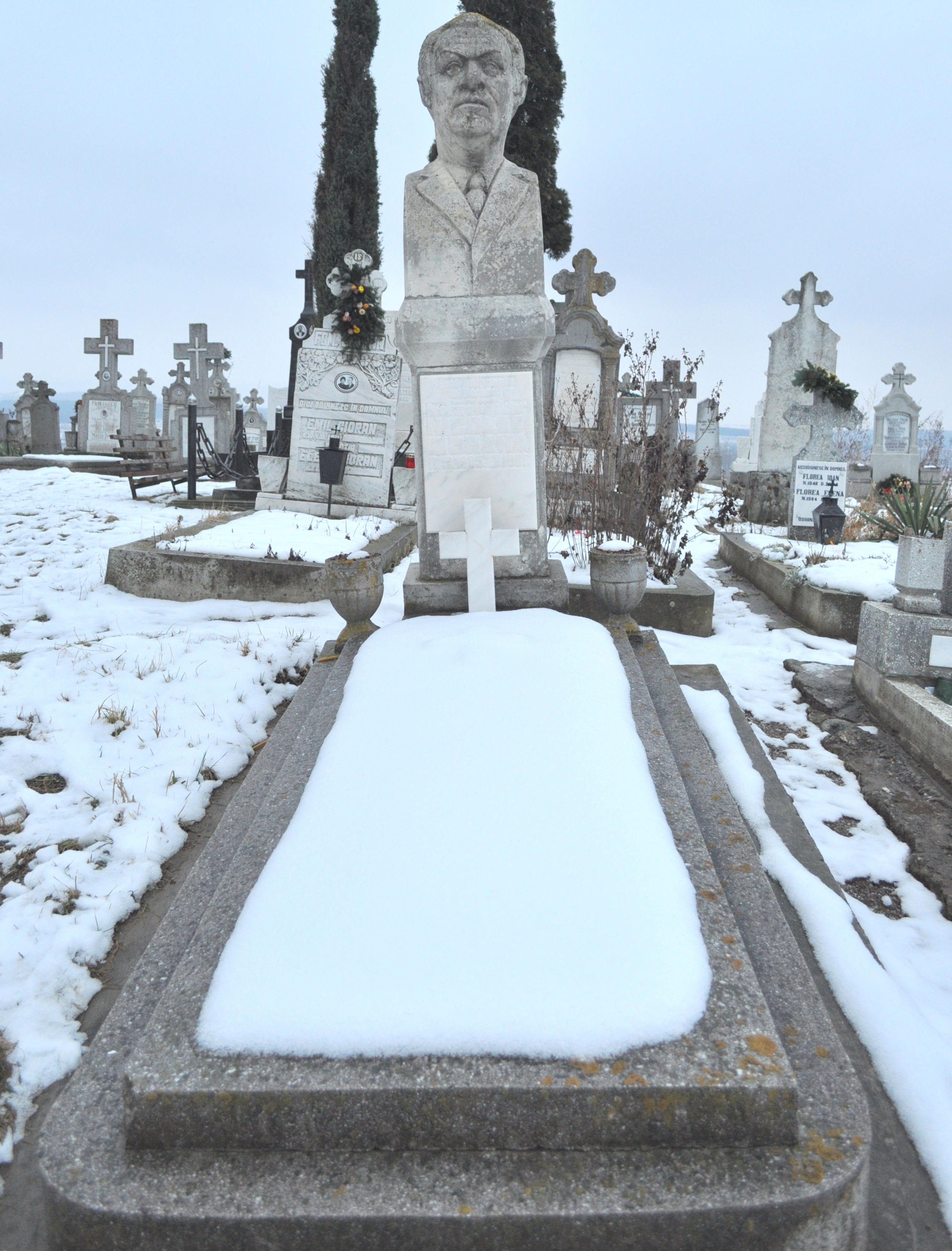
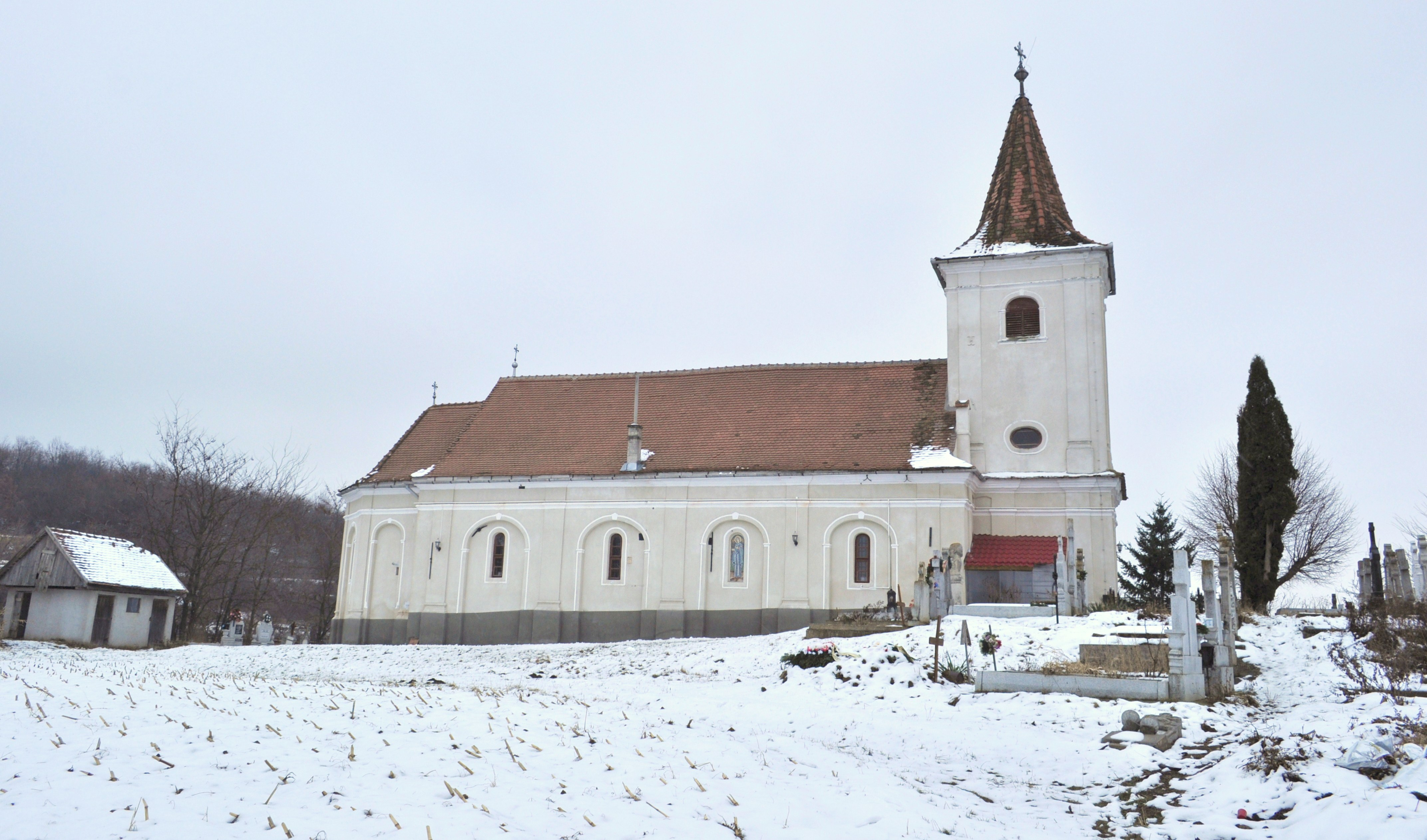
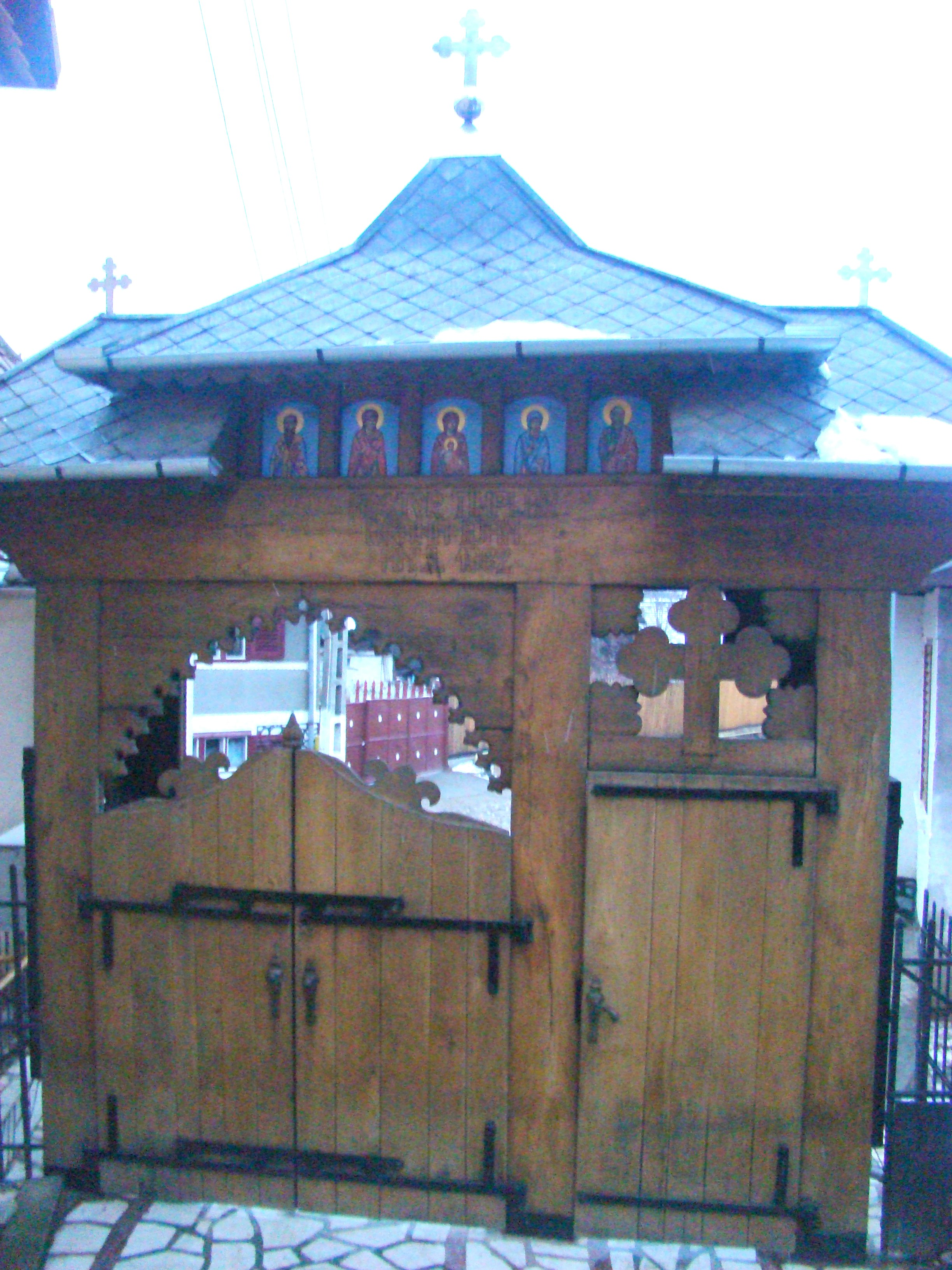
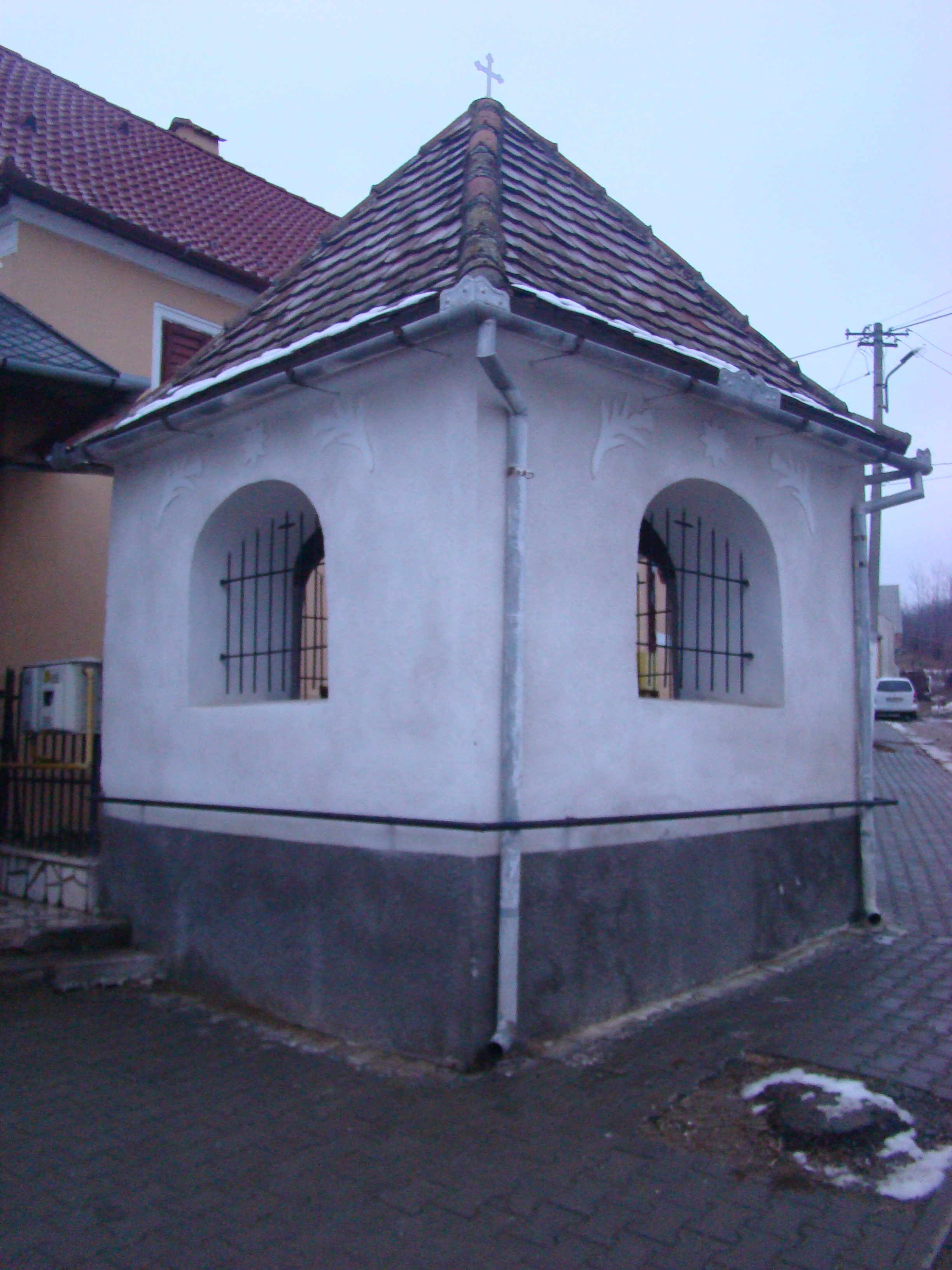
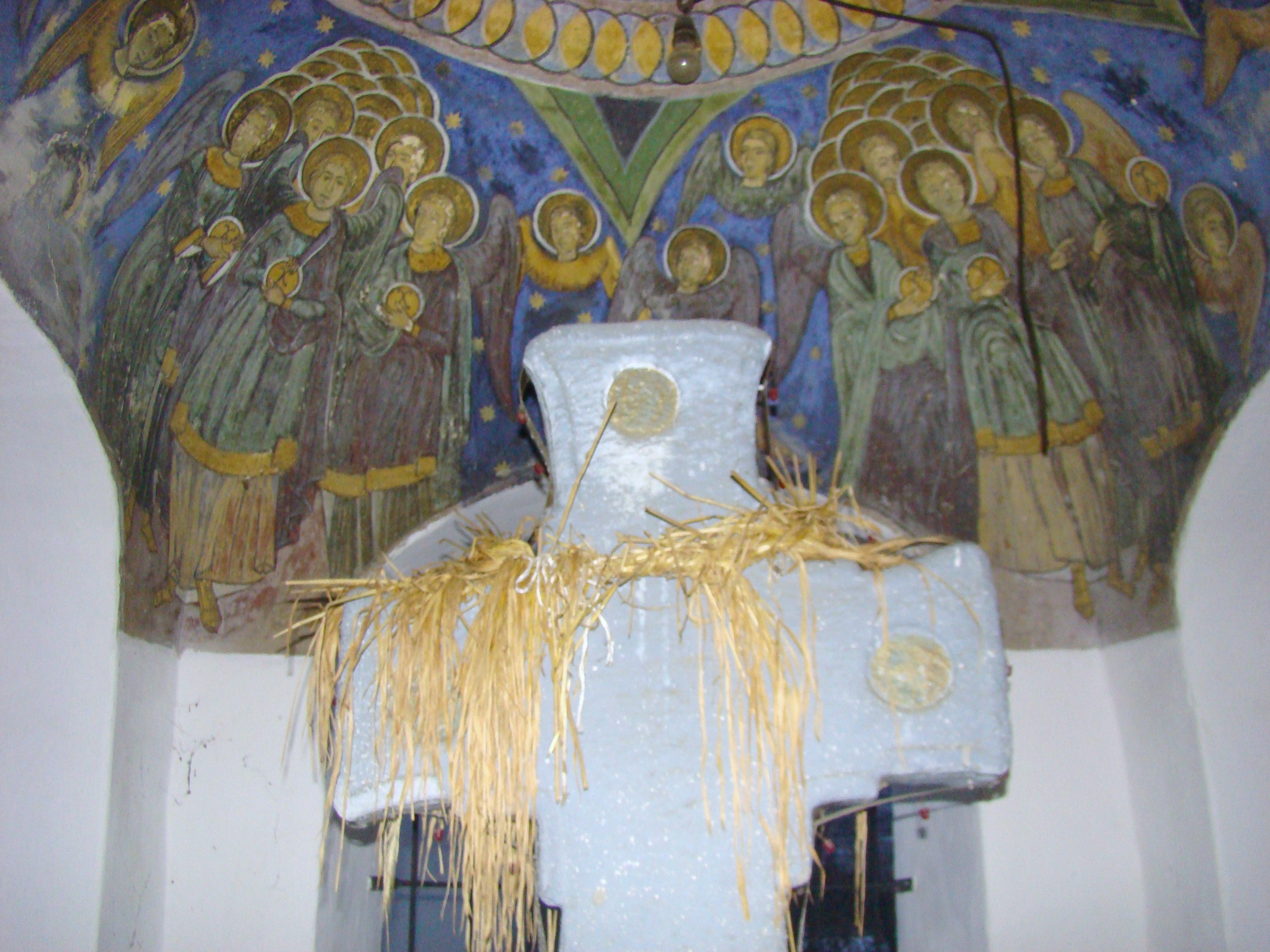
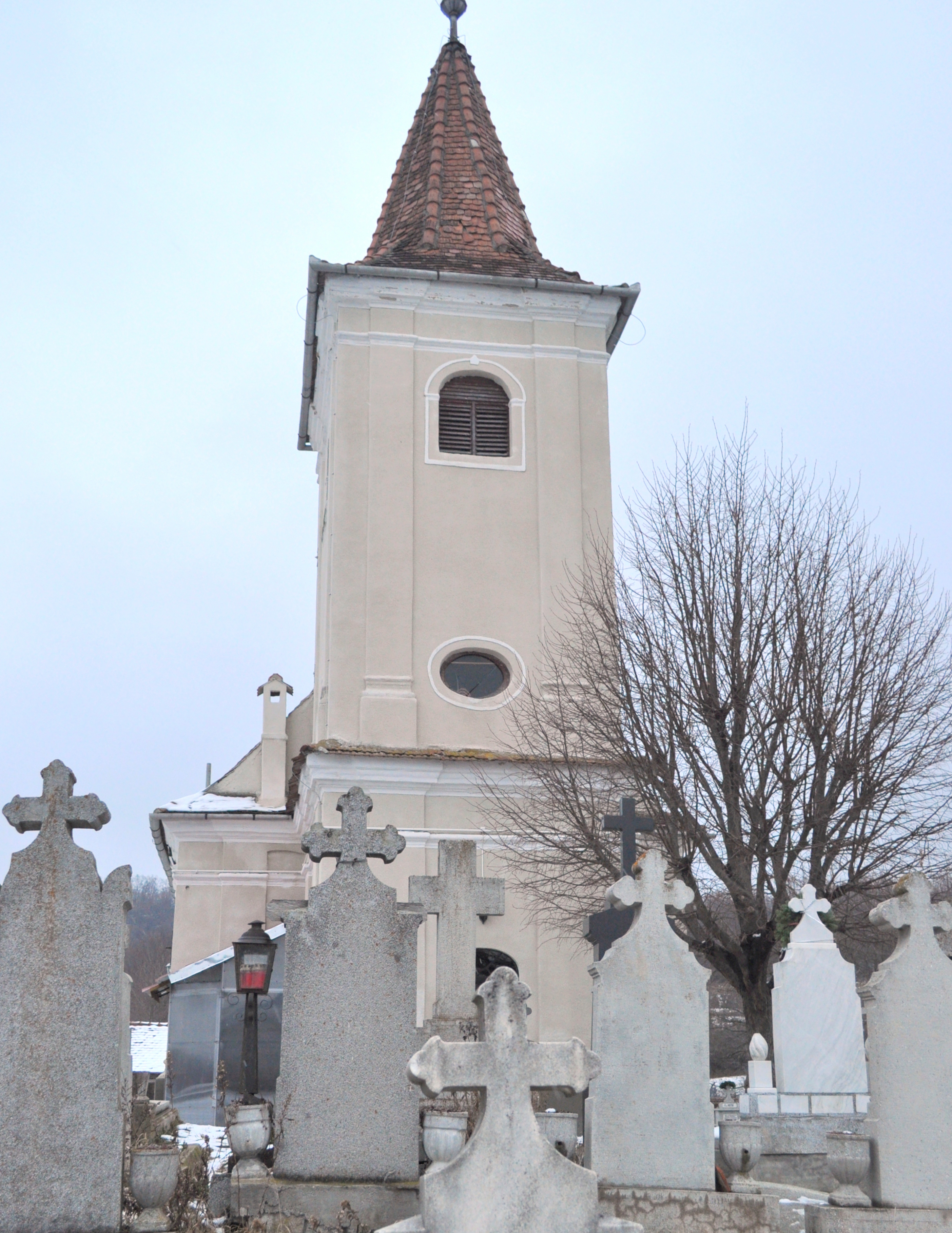
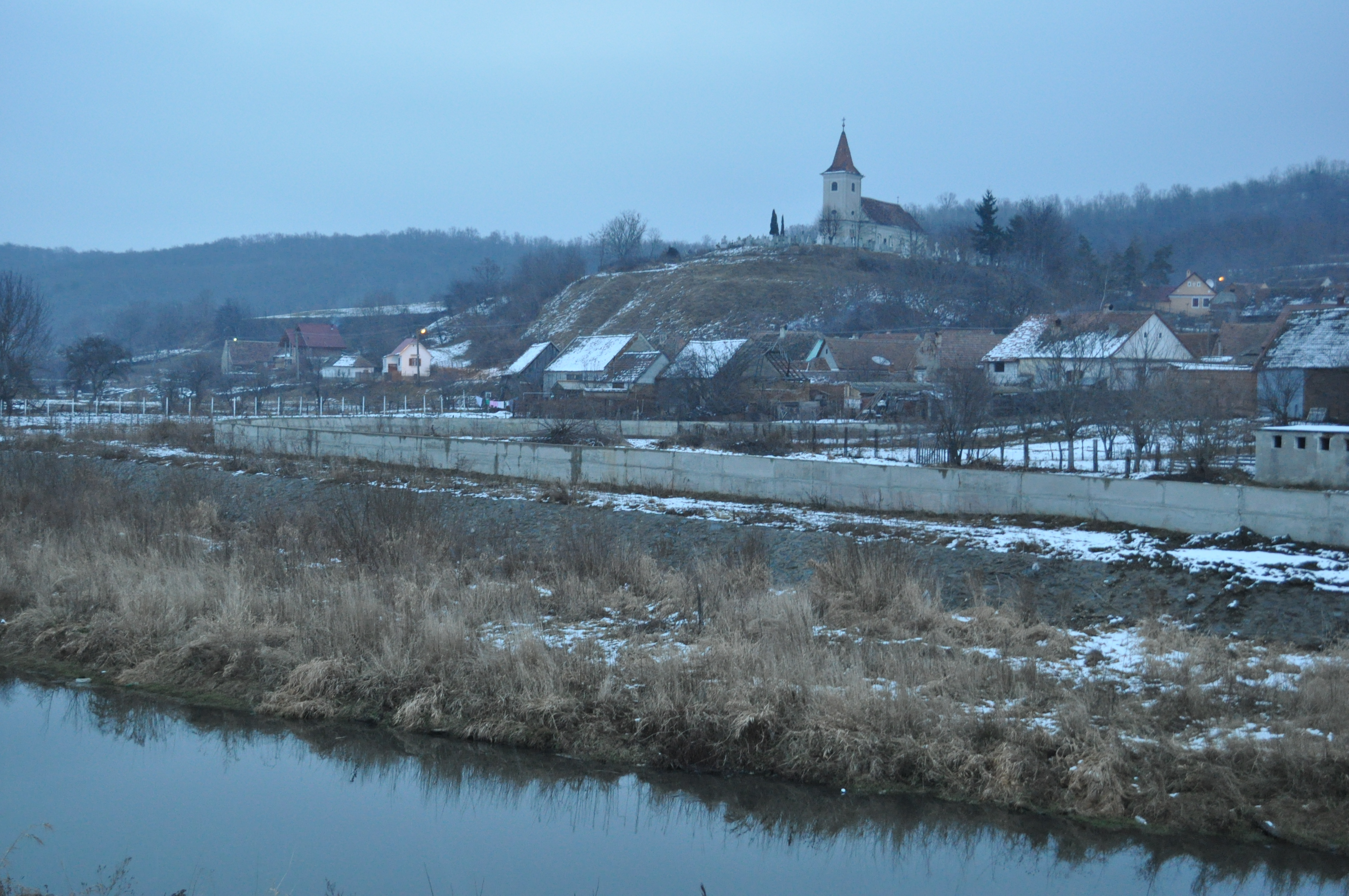
Biserica din depărtare

## Imagini din interior

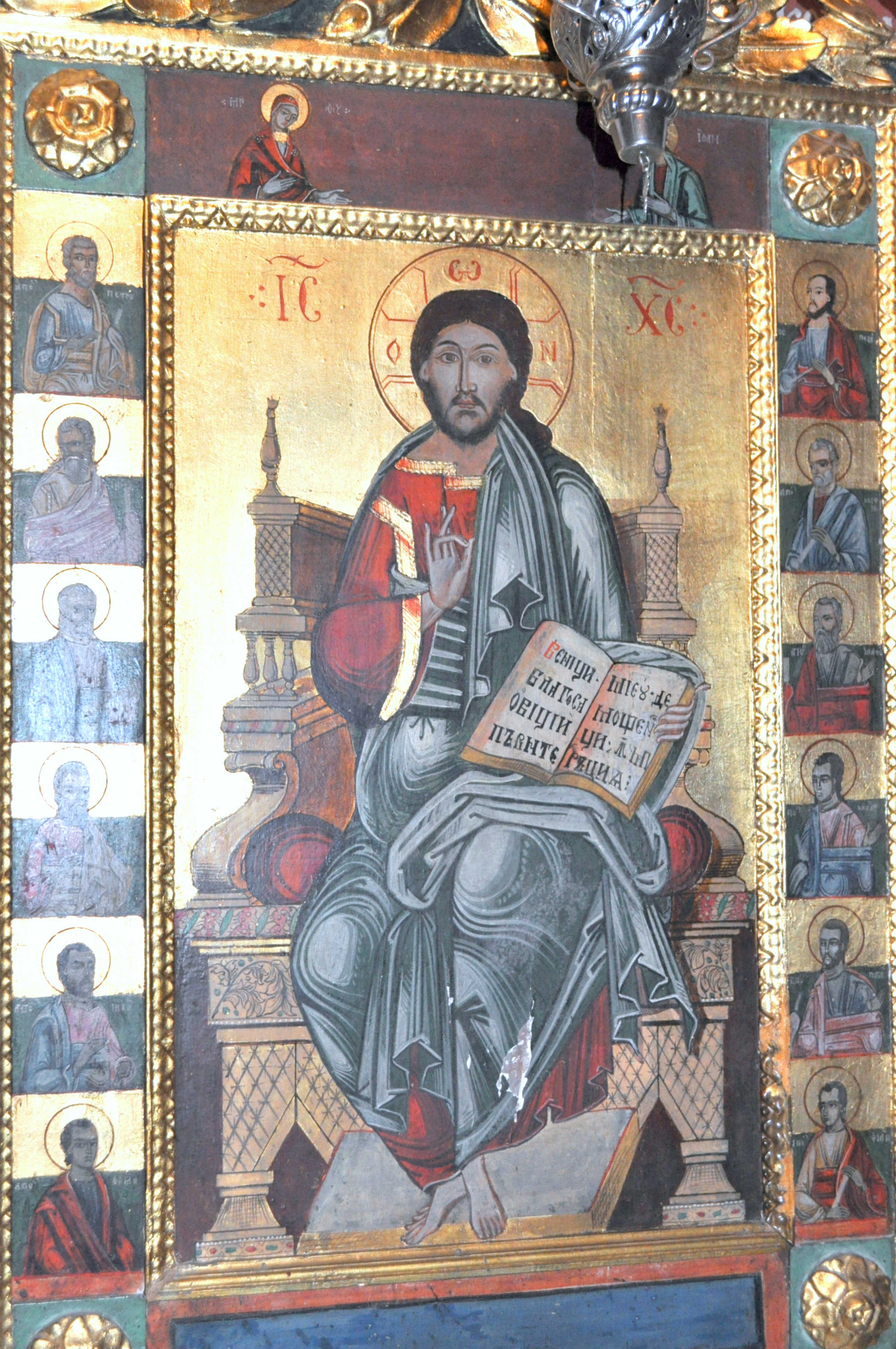
Iisus binecuvântând
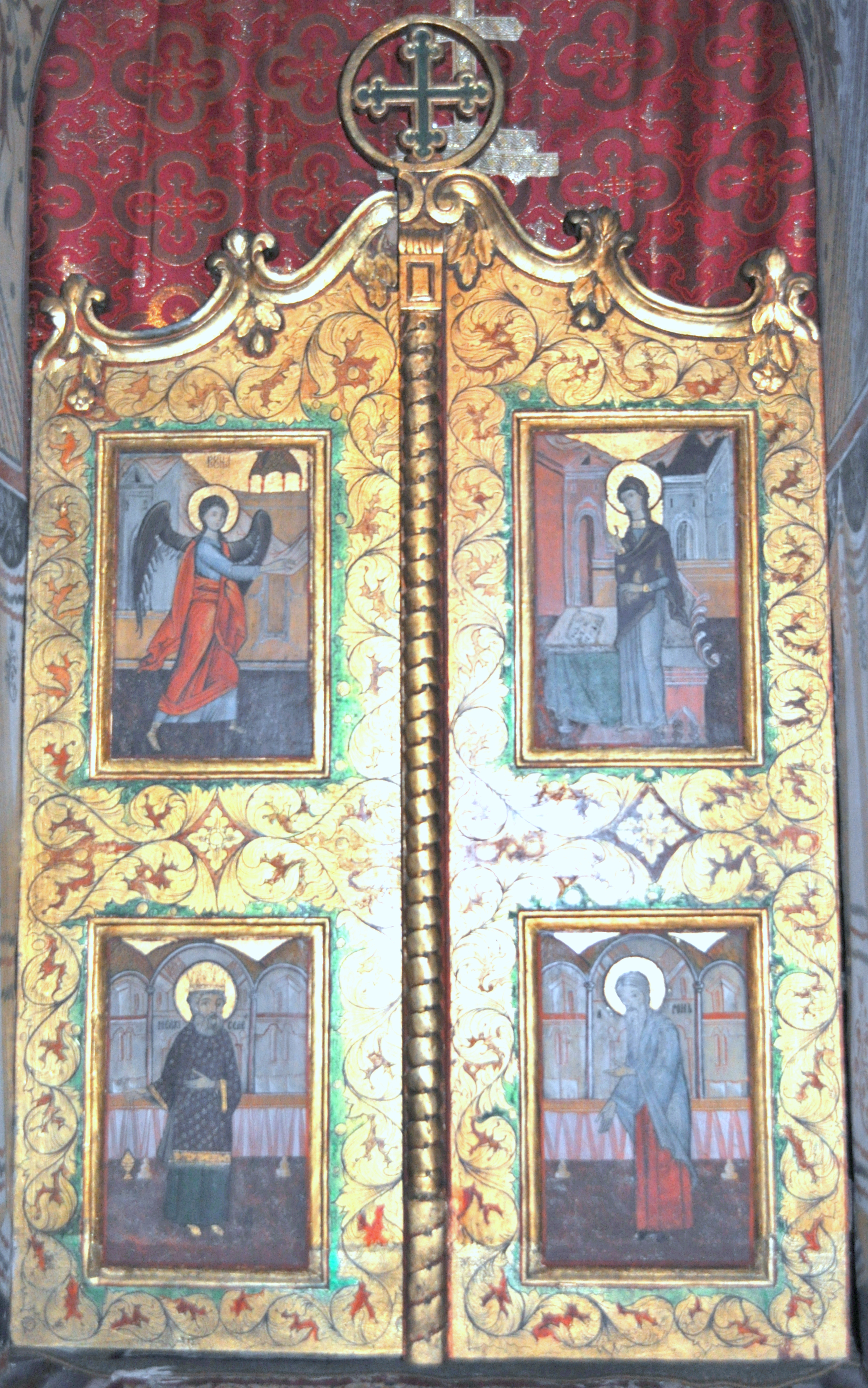
Ușile împărătești
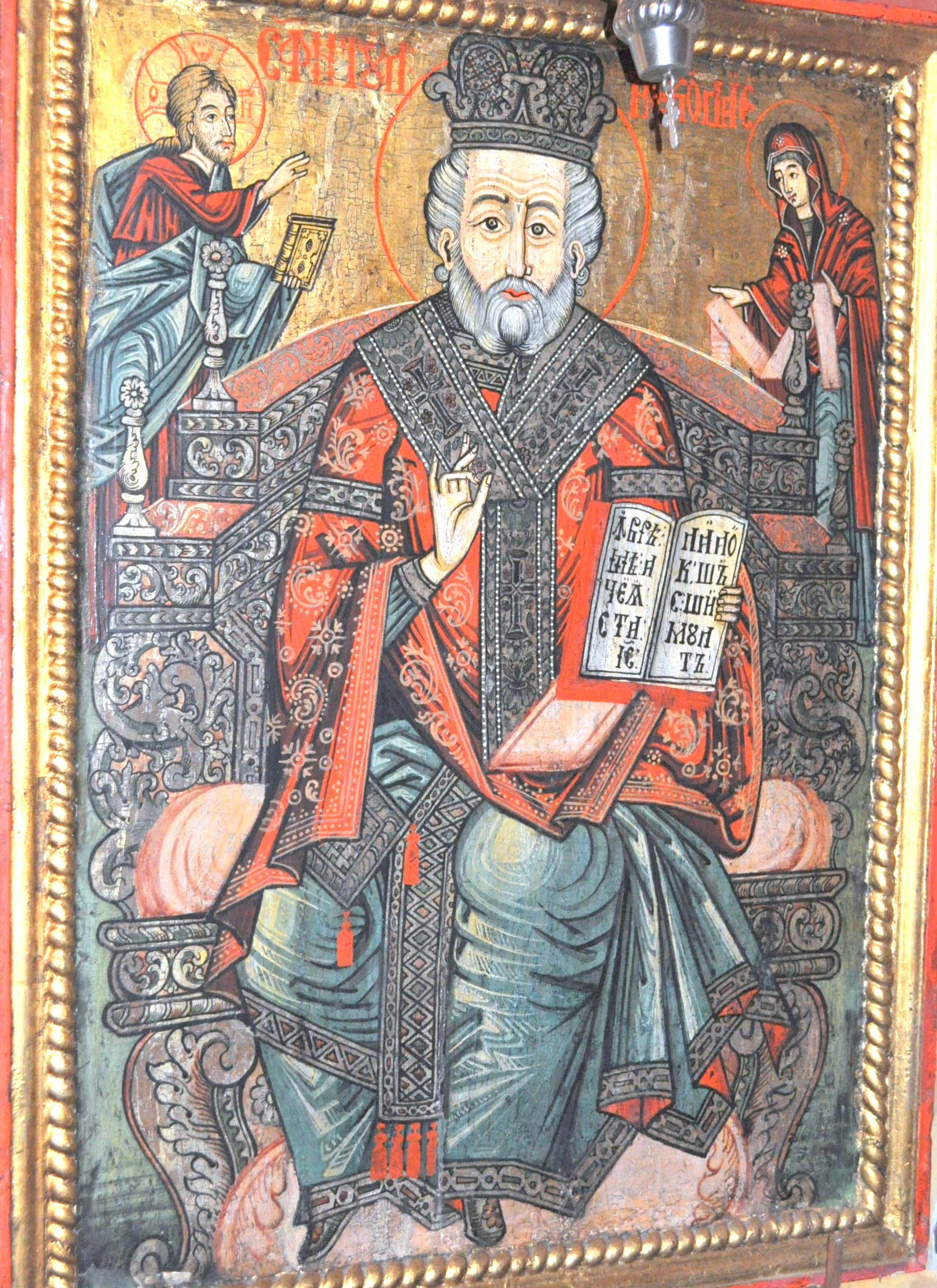
Sfântul Nicolae
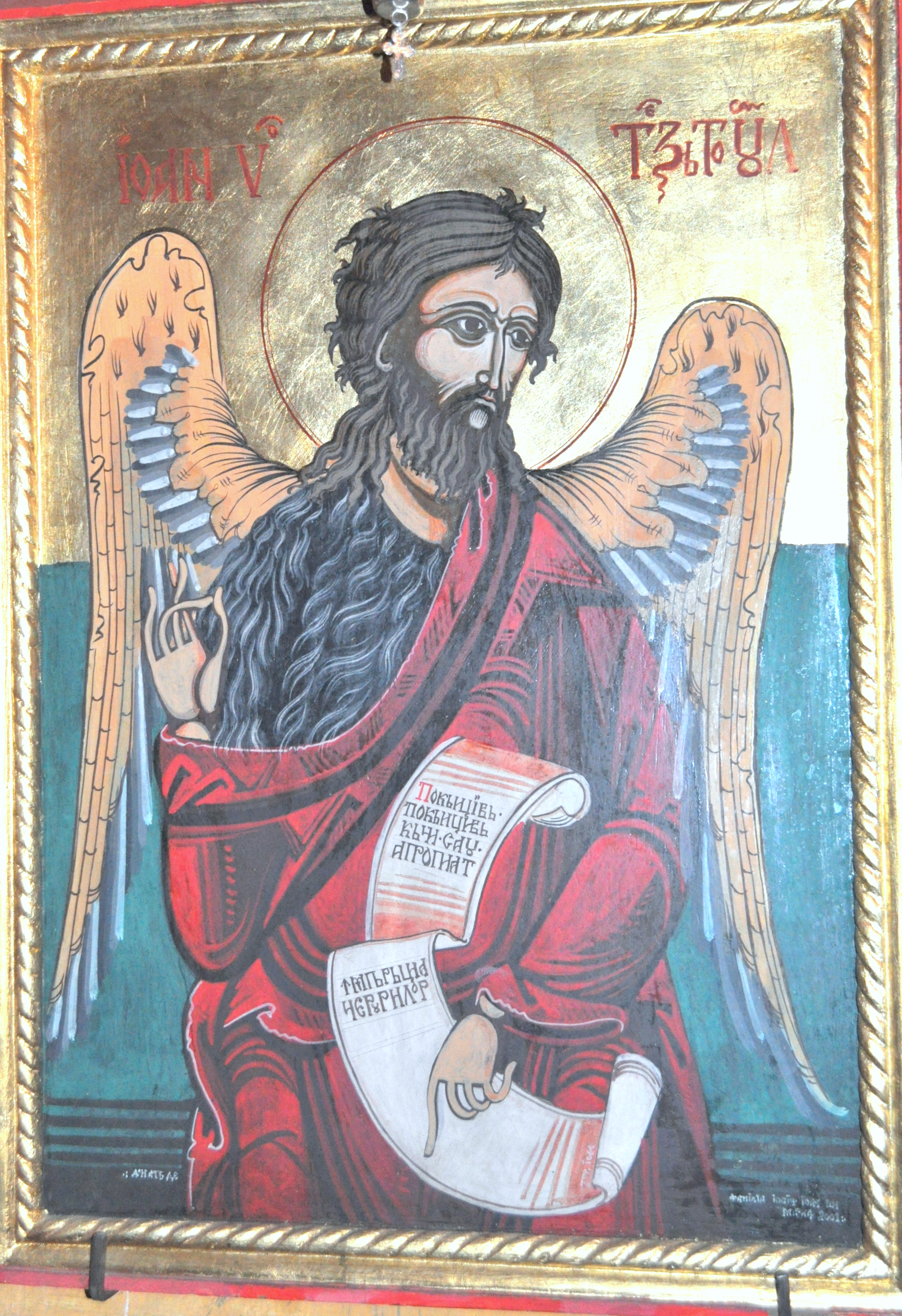
Icoană împărătească
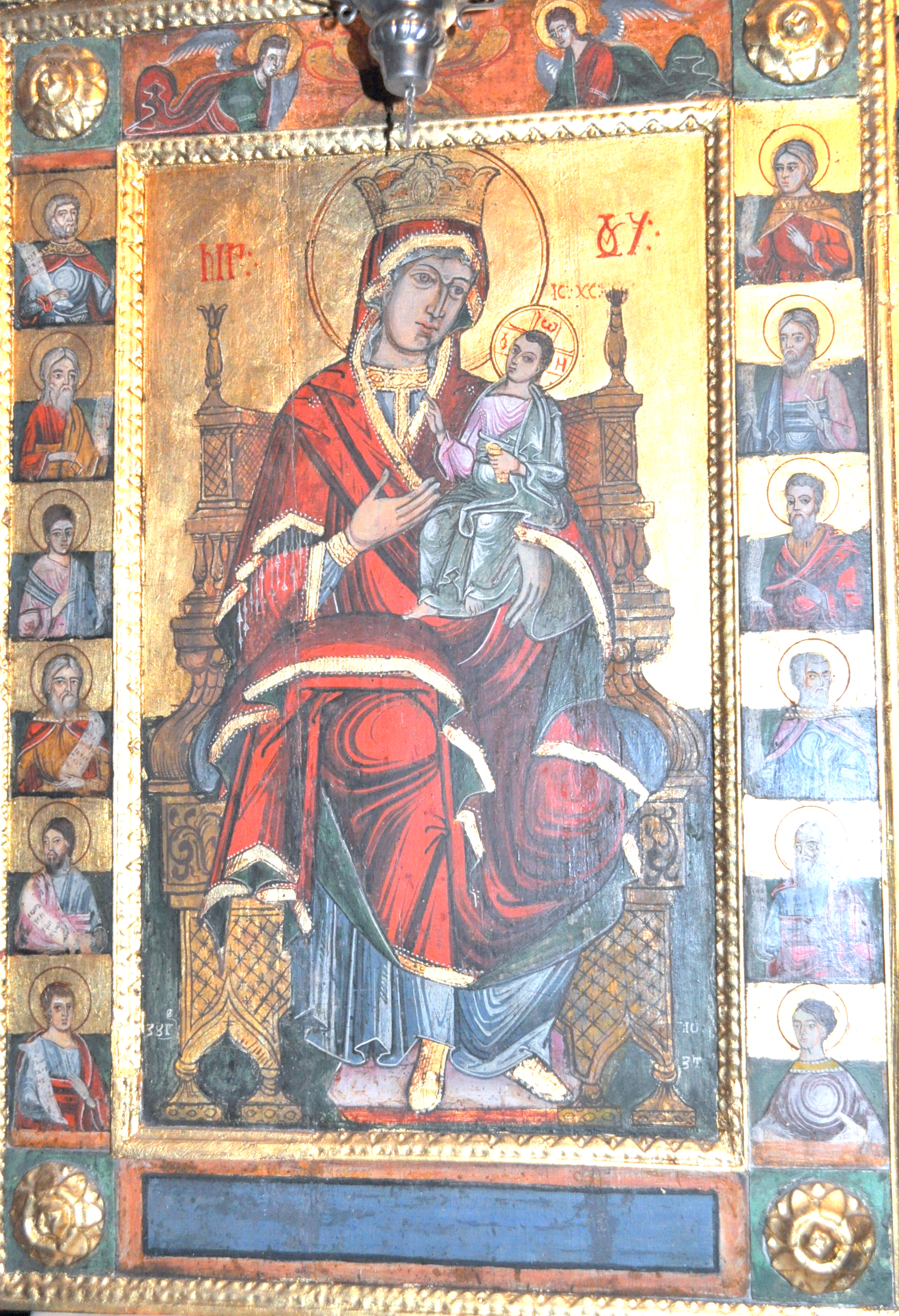
Maica Domnului cu Pruncul
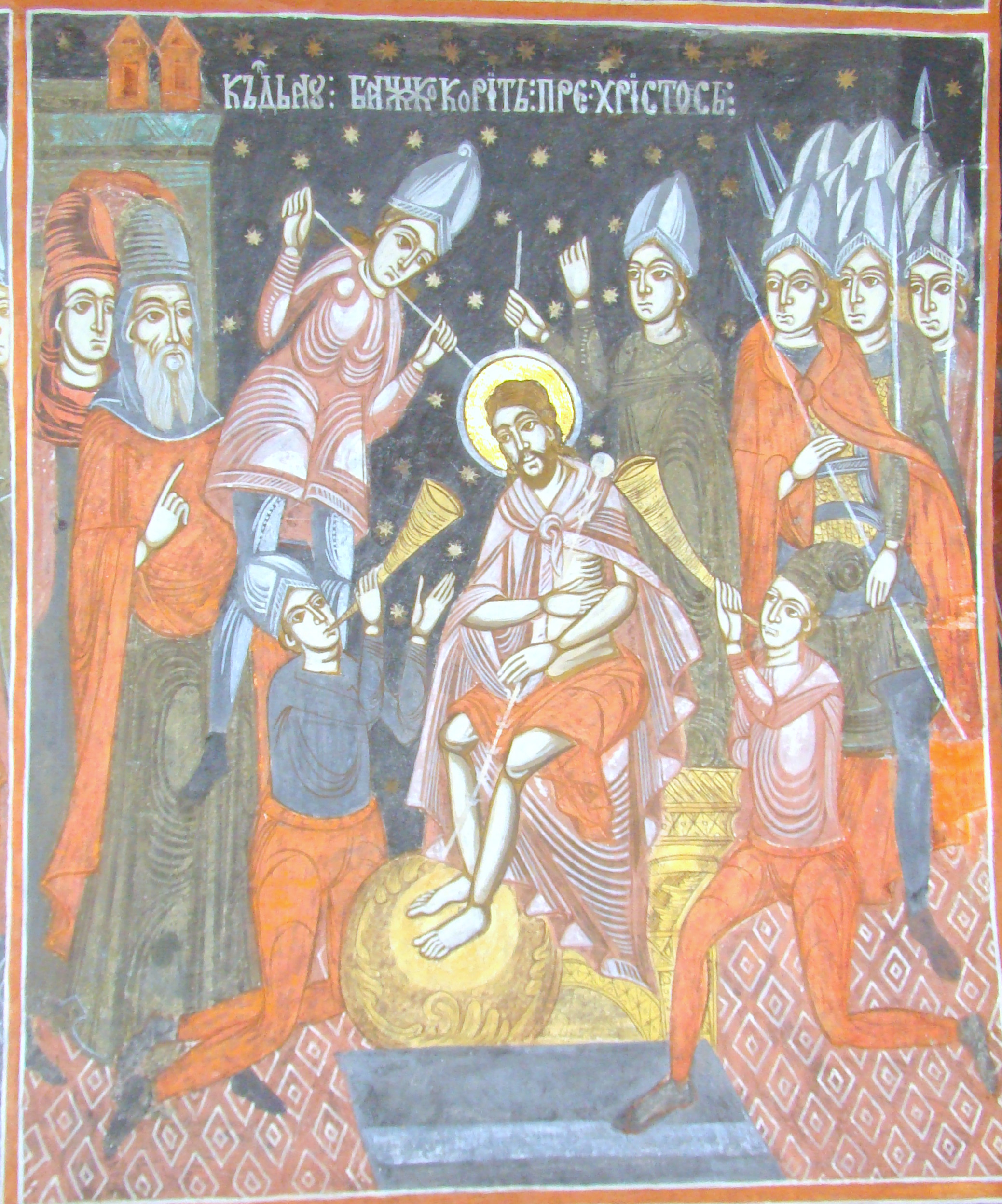
naos: ciclul Hristologic
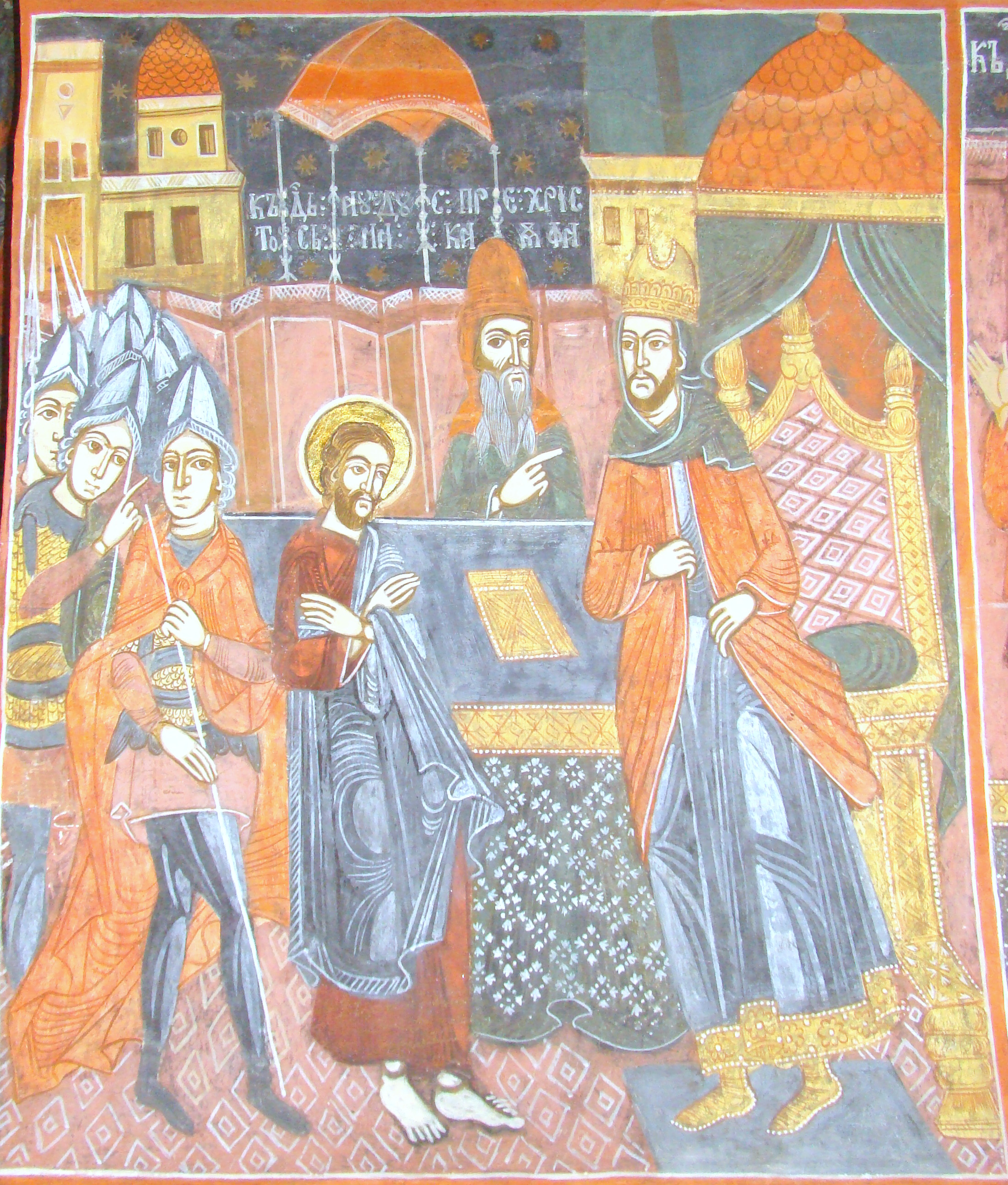
naos: ciclul Hristologic
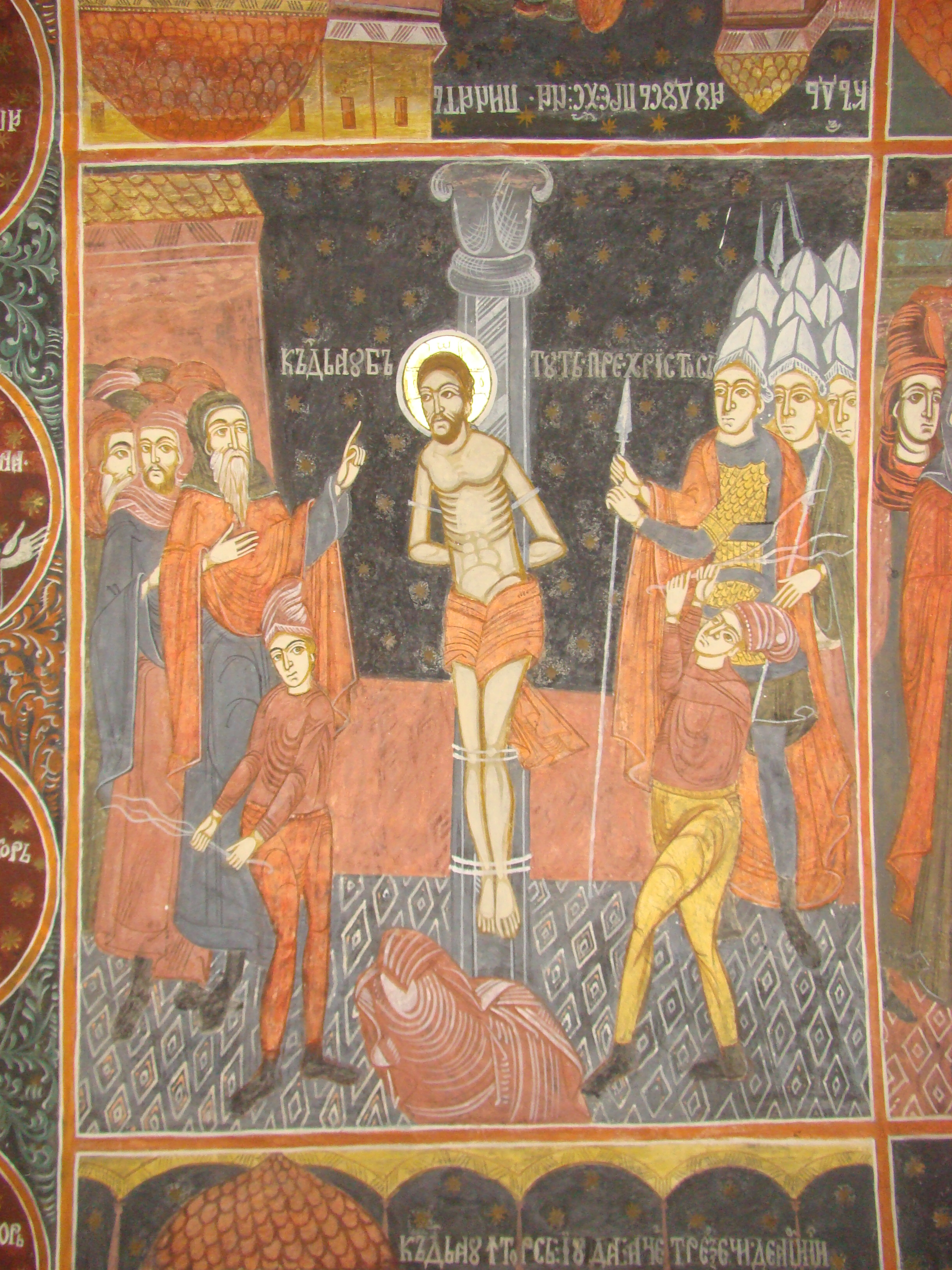
naos: ciclul Hristologic
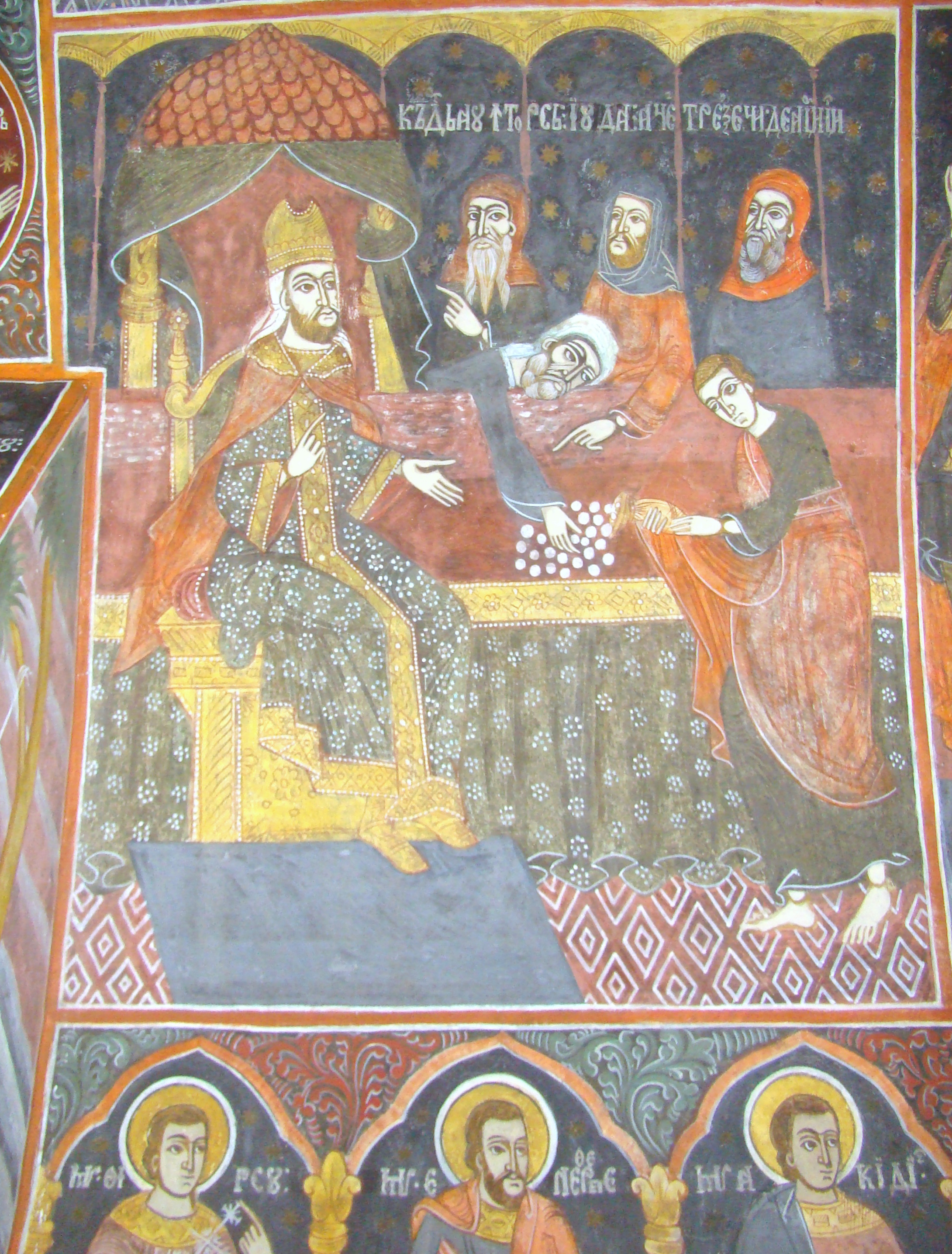
naos: ciclul Hristologic
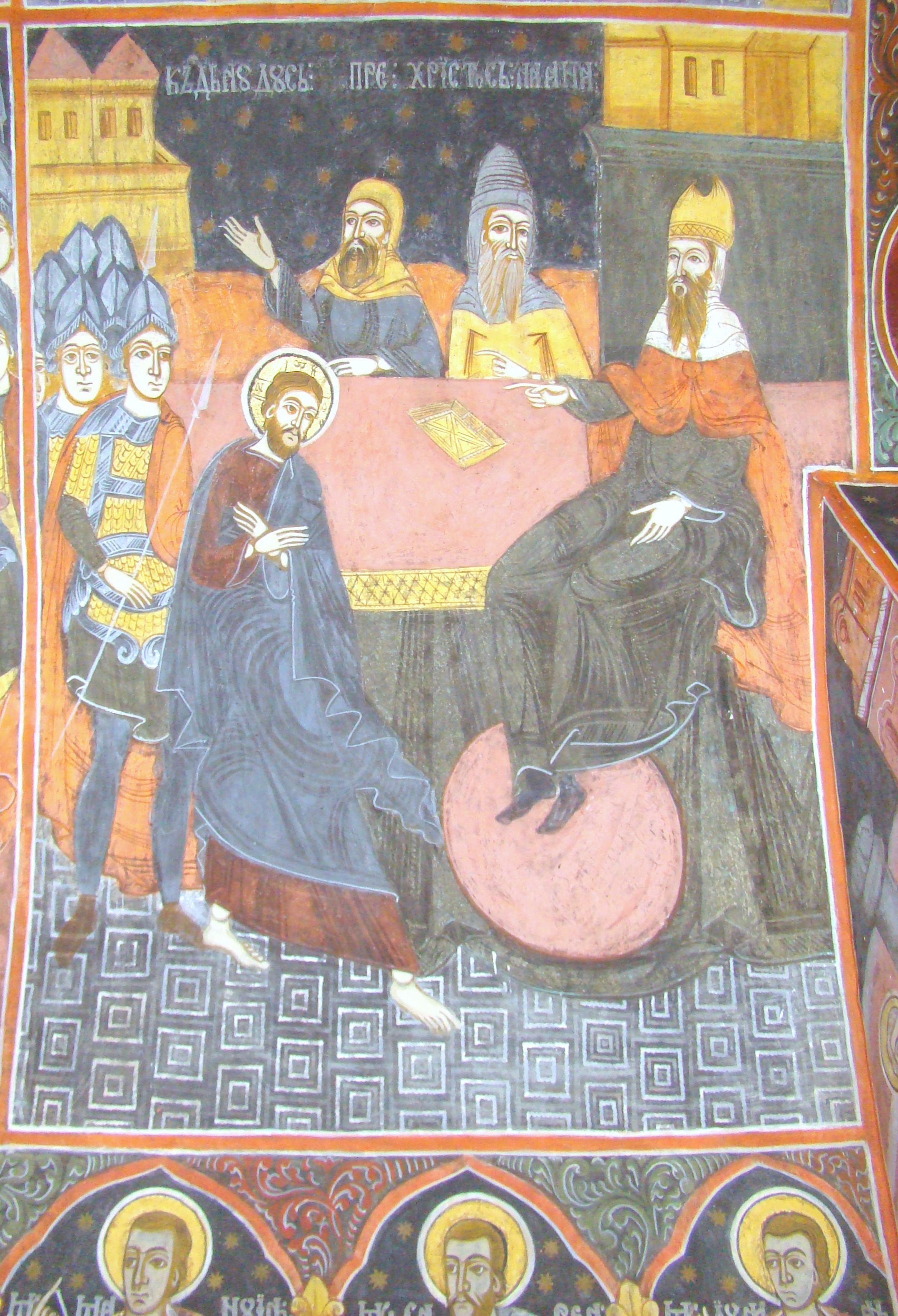
naos: ciclul Hristologic
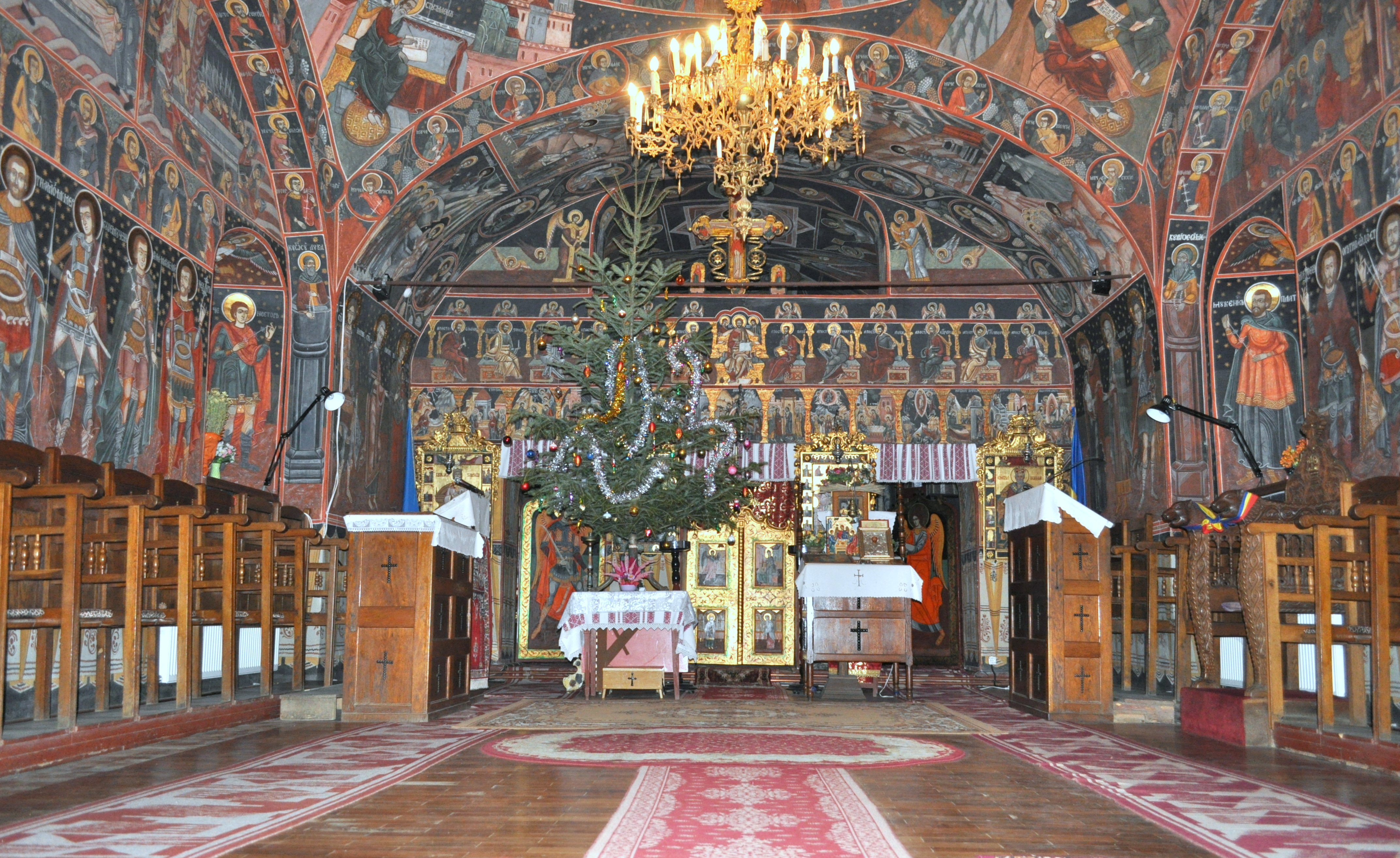
Interiorul navei